# 集翅蝇属
集翅蝇属（学名：Syllegopterula）为家蝇科的一个属。

## 下属物种
本属包括以下物种：
- 黑灰集翅蝇 Syllegopterula beckeri Pokorny
- 黄集翅蝇 Syllegopterula flava Hsue